# Lijst van onroerend erfgoed in Westerlo
Een overzicht van het onroerend erfgoed in de gemeente Westerlo. Het onroerend erfgoed maakt deel uit van het cultureel erfgoed in België.

## Bouwkundig erfgoed
| Object                                                               | Erfgoedstatus? | Bouwjaar of architect        | Deelgemeente          | Adres                      | Coördinaten                  | Nummer? | Afbeelding                                                           |
| -------------------------------------------------------------------- | -------------- | ---------------------------- | --------------------- | -------------------------- | ---------------------------- | ------- | -------------------------------------------------------------------- |
| School                                                               | Monument       | 1900 Pieter Jozef Taeymans   | Westerlo              | Boerenkrijglaan 27         | 51° 5' 16" NB, 4° 54' 52" OL | 41201   | School                                                               |
| Burgerhuis                                                           |                |                              | Westerlo              | Boerenkrijglaan 35         | 51° 5' 17" NB, 4° 54' 52" OL | 41202   | Burgerhuis                                                           |
| Kasteel van gravin Jeanne de Merode, thans gemeentehuis              | Monument       | 1909-1911 Pierre Langerock   | Westerlo              | Boerenkrijglaan 61         | 51° 5' 26" NB, 4° 54' 45" OL | 41203   | Kasteel van gravin Jeanne de Merode, thans gemeentehuis              |
| Hoeve Hof van Overwijs                                               |                |                              | Westerlo              | Boerenkrijglaan 185        | 51° 5' 53" NB, 4° 54' 33" OL | 41204   | Hoeve Hof van Overwijs                                               |
| Hoeve                                                                |                |                              | Westerlo              | Broekstraat 24             | 51° 4' 48" NB, 4° 53' 14" OL | 41205   | Hoeve                                                                |
| Architectenwoning                                                    |                | ca. 1970 Willy Vander Laenen | Westerlo              | de Merodedreef 46          | 51° 5' 12" NB, 4° 54' 40" OL | 41206   | Architectenwoning                                                    |
| Kasteel                                                              |                | ca. 1929 Emile Goethals      | Westerlo              | de Merodedreef 128         | 51° 5' 30" NB, 4° 55' 35" OL | 41207   | Kasteel                                                              |
| Kapel van de Huypensberg                                             |                |                              | Westerlo              | de Merodedreef             | 51° 5' 28" NB, 4° 55' 16" OL | 41208   | Kapel van de Huypensberg                                             |
| Langgestrekte hoeve                                                  |                |                              | Westerlo              | Eikelstraat 2              | 51° 5' 9" NB, 4° 54' 17" OL  | 41209   | Langgestrekte hoeve                                                  |
| Hoekhuis                                                             | Monument       |                              | Westerlo              | Grote Markt 1              | 51° 5' 11" NB, 4° 54' 59" OL | 41210   | Hoekhuis                                                             |
| Hoekhuis                                                             | Monument       |                              | Westerlo              | Grote Markt 4              | 51° 5' 11" NB, 4° 54' 58" OL | 41211   | Hoekhuis                                                             |
| Burgerhuis                                                           |                |                              | Westerlo              | Grote Markt 19             | 51° 5' 14" NB, 4° 55' 2" OL  | 41212   | Burgerhuis                                                           |
| Eclectisch gebouwencomplex                                           |                |                              | Westerlo              | Grote Markt 45             | 51° 5' 17" NB, 4° 55' 10" OL | 41215   | Eclectisch gebouwencomplex                                           |
| Burgerhuis                                                           |                |                              | Westerlo              | Grote Markt 48             | 51° 5' 16" NB, 4° 55' 8" OL  | 41216   | Burgerhuis                                                           |
| Herenhuis                                                            | Monument       |                              | Westerlo              | Grote Markt 53             | 51° 5' 14" NB, 4° 55' 6" OL  | 41217   | Herenhuis                                                            |
| Burgerhuis                                                           |                |                              | Westerlo              | Grote Markt 55             | 51° 5' 13" NB, 4° 55' 5" OL  | 41219   | Burgerhuis                                                           |
| Burgerhuis                                                           |                |                              | Westerlo              | Grote Markt 60             | 51° 5' 12" NB, 4° 55' 3" OL  | 41220   | Burgerhuis                                                           |
| Burgerhuis                                                           |                |                              | Westerlo              | Grote Markt 61             | 51° 5' 11" NB, 4° 55' 5" OL  | 41221   | Burgerhuis                                                           |
| Burgerhuis                                                           | Monument       |                              | Westerlo              | Grote Markt 62             | 51° 5' 11" NB, 4° 55' 3" OL  | 41222   | Burgerhuis                                                           |
| Burgerhuis                                                           |                |                              | Westerlo              | Hovenierstraat 5           | 51° 5' 6" NB, 4° 54' 47" OL  | 41223   | Burgerhuis                                                           |
| Stadswoning                                                          |                |                              | Westerlo              | Nieuwstraat 37             | 51° 5' 10" NB, 4° 54' 50" OL | 41228   | Stadswoning                                                          |
| Dorpswoning                                                          |                |                              | Westerlo              | Nieuwstraat 45             | 51° 5' 9" NB, 4° 54' 49" OL  | 41229   | Dorpswoning                                                          |
| Arbeiderswoningen                                                    |                |                              | Westerlo              | Nieuwstraat 49-57          | 51° 5' 9" NB, 4° 54' 48" OL  | 41230   | Arbeiderswoningen                                                    |
| Villa van 1912                                                       |                |                              | Westerlo              | Polderstraat 20            | 51° 5' 7" NB, 4° 54' 55" OL  | 41231   | Villa van 1912                                                       |
| Burgerhuis                                                           |                |                              | Westerlo              | Polderstraat 28            | 51° 5' 6" NB, 4° 54' 54" OL  | 41232   | Burgerhuis                                                           |
| Kasteel de Merode                                                    | Monument       |                              | Westerlo              | Polderstraat 51            | 51° 5' 0" NB, 4° 55' 1" OL   | 41233   | Kasteel de Merode                                                    |
| Neogotische kapelletje                                               | Monument       |                              | Westerlo              | Rietstraat                 | 51° 5' 15" NB, 4° 55' 15" OL | 41234   | Neogotische kapelletje                                               |
| Sluis- of stuwsysteem Trammetje                                      | Monument       |                              | Westerlo              | Rietstraat                 | 51° 5' 6" NB, 4° 55' 15" OL  | 41235   | Sluis- of stuwsysteem Trammetje                                      |
| Decanale kerk Sint-Lambertus                                         | Monument       |                              | Westerlo              | Sint-Lambertusstraat 2     | 51° 5' 19" NB, 4° 55' 12" OL | 41236   | Decanale kerk Sint-Lambertus                                         |
| Dekenij Sint-Lambertusparochie met tuin                              | Monument       |                              | Westerlo              | Sint-Lambertusstraat 4     | 51° 5' 23" NB, 4° 55' 11" OL | 41237   | Dekenij Sint-Lambertusparochie met tuin                              |
| Spikdorenhoeve                                                       | Monument       |                              | Westerlo              | Spikdorenveld 21           | 51° 5' 11" NB, 4° 54' 26" OL | 41239   | Spikdorenhoeve                                                       |
| Godshuis                                                             |                |                              | Westerlo              | Verlorenkost 1             | 51° 5' 26" NB, 4° 55' 16" OL | 41240   | Godshuis                                                             |
| Rijkswachtkazerne                                                    |                |                              | Westerlo              | Vismarkt 24                | 51° 5' 9" NB, 4° 54' 55" OL  | 41241   | Rijkswachtkazerne                                                    |
| Hoekhuis                                                             |                |                              | Westerlo              | Wolfstraat 2               | 51° 5' 12" NB, 4° 54' 48" OL | 41242   | Hoekhuis                                                             |
| Onze-Lieve-Vrouw-van-Lourdeskapel                                    |                |                              | Westerlo (Heultje)    | August Cannaertsstraat 18  | 51° 5' 34" NB, 4° 50' 7" OL  | 41243   | Onze-Lieve-Vrouw-van-Lourdeskapel                                    |
| Bedrijfsgebouwen van Agfa-Gevaert                                    |                |                              | Westerlo (Heultje)    | August Cannaertsstraat 125 | 51° 5' 28" NB, 4° 49' 1" OL  | 41244   | Bedrijfsgebouwen van Agfa-Gevaert                                    |
| Kapel van Klein-Brustem                                              |                |                              | Westerlo (Heulltje)   | Balebossen                 | 51° 5' 55" NB, 4° 50' 38" OL | 41245   | Kapel van Klein-Brustem                                              |
| Langgestrekte hoeve                                                  | Monument       |                              | Westerlo (Heultje)    | Balebossen 16              | 51° 5' 58" NB, 4° 50' 24" OL | 41246   | Langgestrekte hoeve                                                  |
| Klooster                                                             | dorpsgezicht   |                              | Westerlo (Heultje)    | Gravin de Merodestraat 17  | 51° 5' 10" NB, 4° 50' 12" OL | 41247   | Klooster                                                             |
| School                                                               | dorpsgezicht   |                              | Westerlo (Heultje)    | Gravin de Merodestraat 19  | 51° 5' 9" NB, 4° 50' 12" OL  | 41248   | School                                                               |
| Dorpswoning                                                          |                |                              | Westerlo (Heultje)    | Grensstraat 8              | 51° 4' 35" NB, 4° 49' 53" OL | 41250   | Dorpswoning                                                          |
| Parochiekerk Sint-Carolus Borromeus                                  | Monument       |                              | Westerlo (Heultje)    | Heultjedorp                | 51° 5' 16" NB, 4° 50' 17" OL | 41252   | Parochiekerk Sint-Carolus Borromeus                                  |
| Parochiehuis                                                         | dorpsgezicht   |                              | Westerlo (Heultje)    | Heultjedorp 1              | 51° 5' 16" NB, 4° 50' 17" OL | 41253   | Parochiehuis                                                         |
| Kapel                                                                |                |                              | Westerlo (Heultje)    | Hulshoutsesteenweg         | 51° 4' 22" NB, 4° 50' 1" OL  | 41254   | Kapel                                                                |
| Heilige Dymphena-kapel                                               |                |                              | Westerlo (Heultje)    | Molenstraat                | 51° 4' 52" NB, 4° 50' 31" OL | 41255   | Heilige Dymphena-kapel                                               |
| Pastorie van Heultje                                                 | dorpsgezicht   |                              | Westerlo (Heultje)    | Processieweg 1             | 51° 5' 16" NB, 4° 50' 10" OL | 41256   | Pastorie van Heultje                                                 |
| Hoeve                                                                |                |                              | Westerlo (Heultje)    | Renderstraat 9             | 51° 5' 40" NB, 4° 50' 37" OL | 41258   | Hoeve                                                                |
| Lourdeskapel                                                         |                |                              | Westerlo (Heultje)    | Stippelberg                | 51° 4' 33" NB, 4° 51' 27" OL | 41259   | Lourdeskapel                                                         |
| Boswachterswoning en jachtpaviljoen De Witte Graght                  |                |                              | Westerlo (Heultje)    | Wittegracht 4              | 51° 5' 41" NB, 4° 49' 37" OL | 41260   | Boswachterswoning en jachtpaviljoen De Witte Graght                  |
| Hoeve                                                                |                |                              | Westerlo (Heultje)    | Wittegracht 7              | 51° 5' 42" NB, 4° 49' 38" OL | 41261   | Hoeve                                                                |
| Parochiekerk Onze-Lieve-Vrouw-Bezoeking Oosterwijk                   |                |                              | Westerlo (Oosterwijk) | Kerkhofstraat 14           | 51° 7' 43" NB, 4° 52' 10" OL | 41262   | Parochiekerk Onze-Lieve-Vrouw-Bezoeking Oosterwijk                   |
| Burgerhuis en schuur                                                 |                |                              | Oevel                 | Duitschool 8               | 51° 7' 41" NB, 4° 54' 53" OL | 41264   | Burgerhuis en schuur                                                 |
| Burgerhuis                                                           |                |                              | Oevel                 | Oeveldorp 32               | 51° 8' 18" NB, 4° 54' 14" OL | 41268   | Burgerhuis                                                           |
| Devotie- en bedevaartskapel Onze-Lieve-Vrouw-Lelie-tussen-de-Doornen | Monument       |                              | Oevel                 | O.-L.-Vrouwstraat          | 51° 8' 22" NB, 4° 54' 59" OL | 41269   | Devotie- en bedevaartskapel Onze-Lieve-Vrouw-Lelie-tussen-de-Doornen |
| Burgerhuis                                                           |                |                              | Oevel                 | Tramstraat 2               | 51° 8' 21" NB, 4° 54' 6" OL  | 41274   | Burgerhuis                                                           |
| Woonstalhuis                                                         |                |                              | Oevel                 | Duitschool 12              | 51° 7' 42" NB, 4° 54' 58" OL | 41277   | Woonstalhuis                                                         |
| Hoeve Houterveld                                                     |                |                              | Oevel                 | Houtstraat 1               | 51° 8' 1" NB, 4° 55' 39" OL  | 41278   | Hoeve Houterveld                                                     |
| Hoekhuis                                                             |                |                              | Oevel                 | Loofven 17                 | 51° 8' 25" NB, 4° 54' 21" OL | 41279   | Hoekhuis                                                             |
| Langgestrekte hoeve                                                  |                |                              | Oevel                 | O.-L.-Vrouwstraat 29       | 51° 8' 23" NB, 4° 55' 1" OL  | 41282   | Langgestrekte hoeve                                                  |
| Hoeve Plassendonck                                                   |                |                              | Oevel                 | Plassendonk 6              | 51° 7' 49" NB, 4° 55' 36" OL | 41283   | Hoeve Plassendonck                                                   |
| Parochiekerk Sint-Michiel                                            |                |                              | Oevel                 | Sint-Michielsplein         | 51° 8' 20" NB, 4° 54' 18" OL | 41284   | Parochiekerk Sint-Michiel                                            |
| Pastorie van de norbertijnen                                         | Monument       |                              | Oevel                 | Sint-Michielsstraat 2      | 51° 8' 21" NB, 4° 54' 23" OL | 41285   | Pastorie van de norbertijnen                                         |
| Sint-Antoniuskapel                                                   |                |                              | Westerlo (Voortkapel) | Gelendel                   | 51° 6' 9" NB, 4° 51' 17" OL  | 41287   | Sint-Antoniuskapel                                                   |
| Parochiekerk Onze-Lieve-Vrouw                                        |                |                              | Westerlo (Voortkapel) | Kapelplein                 | 51° 6' 59" NB, 4° 51' 39" OL | 41288   | Parochiekerk Onze-Lieve-Vrouw                                        |
| Langgestrekte hoeve                                                  |                |                              | Westerlo (Voortkapel) | Kloosterstraat 112         | 51° 6' 39" NB, 4° 50' 36" OL | 41289   | Langgestrekte hoeve                                                  |
| Dorpswoning                                                          |                |                              | Westerlo (Voortkapel) | Stijn Streuvelsstraat 10   | 51° 6' 59" NB, 4° 51' 46" OL | 41291   | Dorpswoning                                                          |
| Kapel van 1925                                                       |                |                              | Westerlo (Voortkapel) | Strateneinde               | 51° 6' 37" NB, 4° 50' 35" OL | 41292   | Kapel van 1925                                                       |
| Dorpkapel 't Kapelleke van Van Hoof                                  |                |                              | Westerlo (Voortkapel) | Ter Voort                  | 51° 6' 58" NB, 4° 51' 39" OL | 41294   | Dorpkapel 't Kapelleke van Van Hoof                                  |
| Pastorie parochie Voortkapel                                         |                |                              | Westerlo (Voortkapel) | Ter Voort 136              | 51° 7' 0" NB, 4° 51' 38" OL  | 41296   | Pastorie parochie Voortkapel                                         |
| Hoeve                                                                |                |                              | Westerlo (Voortkapel) | Veststraat 9               | 51° 6' 14" NB, 4° 51' 42" OL | 41298   | Hoeve                                                                |
| Onze-Lieve-Vrouw van Lourdeskapel                                    | Monument       |                              | Zoerle-Parwijs        | Fanfarestraat              | 51° 5' 18" NB, 4° 52' 12" OL | 41300   | Onze-Lieve-Vrouw van Lourdeskapel                                    |
| Burgerhuis                                                           | dorpsgezicht   |                              | Zoerle-Parwijs        | Jaak Lemmenslaan 6         | 51° 5' 16" NB, 4° 52' 23" OL | 41302   | Burgerhuis                                                           |
| Zandkapel en Lourdesgrot                                             |                |                              | Zoerle-Parwijs        | Jaak Lemmenslaan 25        | 51° 5' 18" NB, 4° 52' 30" OL | 41303   | Zandkapel en Lourdesgrot                                             |
| Gedenkteken Jacobus Nicolaus Lemmens                                 | dorpsgezicht   |                              | Zoerle-Parwijs        | Kerkstraat                 | 51° 5' 14" NB, 4° 52' 24" OL | 41304   | Gedenkteken Jacobus Nicolaus Lemmens                                 |
| Parochiekerk Sint-Niklaas                                            | Monument       |                              | Zoerle-Parwijs        | Kerkstraat 9               | 51° 5' 15" NB, 4° 52' 23" OL | 41305   | Parochiekerk Sint-Niklaas                                            |
| Kapel Onze-Lieve-Vrouw van Gedurigen Bijstand                        |                |                              | Zoerle-Parwijs        | Oude Zoerlebaan 109        | 51° 5' 29" NB, 4° 52' 0" OL  | 41307   | Kapel Onze-Lieve-Vrouw van Gedurigen Bijstand                        |
| Dorpswoningen                                                        | dorpsgezicht   |                              | Zoerle-Parwijs        | Sint-Antoniusstraat 6-11   | 51° 5' 24" NB, 4° 52' 19" OL | 41308   | Dorpswoningen                                                        |
| School en onderwijzerswoning                                         |                |                              | Zoerle-Parwijs        | Sint-Niklaasstraat 16-18   | 51° 5' 22" NB, 4° 52' 23" OL | 41309   | School en onderwijzerswoning                                         |
| Hoekhuis                                                             | dorpsgezicht   |                              | Zoerle-Parwijs        | Sint-Niklaasstraat 25      | 51° 5' 23" NB, 4° 52' 20" OL | 41310   | Hoekhuis                                                             |
| Dorpswoning                                                          |                |                              | Zoerle-Parwijs        | Sint-Niklaasstraat 26      | 51° 5' 24" NB, 4° 52' 21" OL | 41311   | Dorpswoning                                                          |
| Dorpswoning                                                          |                |                              | Zoerle-Parwijs        | Zoerledorp 1               | 51° 5' 11" NB, 4° 52' 18" OL | 41316   | Dorpswoning                                                          |
| Dorpsvilla's                                                         |                |                              | Zoerle-Parwijs        | Zoerledorp 11, 13          | 51° 5' 13" NB, 4° 52' 19" OL | 41317   | Dorpsvilla's                                                         |
| Landhuis                                                             |                |                              | Tongerlo              | Abdijstraat 11             | 51° 6' 19" NB, 4° 54' 46" OL | 43634   | Landhuis                                                             |
| Norbertijnenabdij                                                    | Monument       |                              | Tongerlo              | Abdijstraat 40             | 51° 6' 18" NB, 4° 54' 21" OL | 43635   | Norbertijnenabdij                                                    |
| Ambrosiushoeve                                                       | Monument       |                              | Tongerlo              | Brandstee 12               | 51° 6' 56" NB, 4° 56' 26" OL | 43636   | Ambrosiushoeve                                                       |
| Villa                                                                |                |                              | Tongerlo              | de Trannoyplein 1          | 51° 6' 18" NB, 4° 54' 58" OL | 43637   | Villa                                                                |
| Pastorie van de Sint-Annaparochie                                    |                |                              | Tongerlo              | de Trannoyplein 7          | 51° 6' 14" NB, 4° 54' 57" OL | 43638   | Pastorie van de Sint-Annaparochie                                    |
| Hof ter Bruelen                                                      | Monument       |                              | Tongerlo              | de Trannoyplein 24         | 51° 6' 7" NB, 4° 54' 48" OL  | 43639   | Hof ter Bruelen                                                      |
| Hoveniershuis                                                        |                |                              | Tongerlo              | de Trannoyplein 26         | 51° 6' 10" NB, 4° 54' 56" OL | 43640   | Hoveniershuis                                                        |
| Café in den Bombardon                                                |                |                              | Tongerlo              | Geelse straat 7            | 51° 6' 25" NB, 4° 54' 60" OL | 43642   | Café in den Bombardon                                                |
| Kapel van Onze-Lieve-Vrouw ten Eik                                   | Monument       |                              | Tongerlo              | Geelse straat              | 51° 6' 32" NB, 4° 55' 16" OL | 43644   | Kapel van Onze-Lieve-Vrouw ten Eik                                   |
| Parochiekerk Sint-Anna                                               |                |                              | Tongerlo              | Kerkplein                  | 51° 6' 20" NB, 4° 54' 57" OL | 43645   | Parochiekerk Sint-Anna                                               |
| Burgerhuis                                                           |                |                              | Tongerlo              | Kerkplein 4                | 51° 6' 21" NB, 4° 54' 55" OL | 43646   | Burgerhuis                                                           |
| Villa Zonneweelde                                                    |                |                              | Tongerlo              | Langstraat 70              | 51° 6' 43" NB, 4° 54' 48" OL | 43648   | Villa Zonneweelde                                                    |
| Arbeidershuizen                                                      |                |                              | Tongerlo              | Langstraat 99              | 51° 6' 49" NB, 4° 54' 44" OL | 43649   | Arbeidershuizen                                                      |
| Molenaarshuis Beddermolen                                            | Monument       |                              | Tongerlo              | Molenwijk 72               | 51° 6' 21" NB, 4° 55' 40" OL | 43650   | Molenaarshuis Beddermolen                                            |
| Windmolen Beddermolen                                                | Monument       |                              | Tongerlo              | Molenwijk 74               | 51° 6' 22" NB, 4° 55' 37" OL | 43650   | Windmolen Beddermolen                                                |
| Hoeve Leysehoef                                                      |                |                              | Tongerlo              | Oevelse dreef 14-16        | 51° 7' 4" NB, 4° 54' 22" OL  | 43651   | Hoeve Leysehoef                                                      |
| Abdijhoeve Steine                                                    | Monument       |                              | Tongerlo              | Steine-Hoevestraat 5       | 51° 6' 11" NB, 4° 53' 1" OL  | 43652   | Abdijhoeve Steine                                                    |
| Abdijhoeve Hof ter Heide                                             |                |                              | Tongerlo              | Tolhuis 14                 | 51° 6' 39" NB, 4° 55' 21" OL | 43653   | Abdijhoeve Hof ter Heide                                             |
| Arbeiderswoningen                                                    |                |                              | Tongerlo              | Tongerlodorp 35-37         | 51° 6' 29" NB, 4° 54' 52" OL | 43655   | Arbeiderswoningen                                                    |
| Villa in neotraditionele stijl                                       |                |                              | Tongerlo              | Tongerlodorp 38            | 51° 6' 28" NB, 4° 54' 55" OL | 43656   | Villa in neotraditionele stijl                                       |
| Huis en schuur                                                       |                |                              | Tongerlo              | Voorteinde 77              | 51° 6' 7" NB, 4° 55' 33" OL  | 43657   | Huis en schuur                                                       |
| Tongelsehoeve                                                        |                |                              | Westerlo              | Wimpstraat 75              | 51° 6' 17" NB, 4° 55' 52" OL | 43658   | Tongelsehoeve                                                        |
| Hoeve in U-vorm                                                      |                |                              | Westerlo              | Breerijt 35                |                              | 52528   | Upload foto                                                          |
| Monument Graaf Henri de Merode                                       |                |                              | Westerlo              | Grote Markt                |                              | 214972  | Monument Graaf Henri de Merode                                       |
| Staande wip                                                          |                |                              | Westerlo              | Rietstraat                 |                              | 214975  | Staande wip                                                          |
| Betonnen brugjes over de Kleine Laak                                 |                |                              | Westerlo              | Grote Markt 52, 59         |                              | 214981  | Betonnen brugjes over de Kleine Laak                                 |
| Oorlogsmonument Oevel                                                |                |                              | Oevel                 | Sint-Michielsplein         | 51° 8' 19" NB, 4° 54' 17" OL | 216089  | Oorlogsmonument Oevel                                                |
| Oorlogsmonument Tongerlo                                             |                |                              | Tongerlo              | Kerkplein                  | 51° 6' 21" NB, 4° 54' 57" OL | 216092  | Oorlogsmonument Tongerlo                                             |
| Oorlogsmonument Westerlo                                             | Monument       |                              | Westerlo              | Zandberg                   |                              | 216093  | Upload foto                                                          |

## Landschappelijk erfgoed
| Object     | Erfgoedstatus? | Bouwjaar of architect | Deelgemeente | Adres       | Coördinaten                 | Nummer? | Afbeelding |
| ---------- | -------------- | --------------------- | ------------ | ----------- | --------------------------- | ------- | ---------- |
| Etagelinde | Monument       |                       | Westerlo     | Grote Markt | 51° 5' 12" NB, 4° 55' 0" OL | 130386  | Etagelinde |